# Johann Anton von Eggenberg
Fürst und Herzog Johann Anton von Eggenberg und von Krumau (Bécs, 1610. február 5. – Laibach, 1649. február 19.) Krumau hercege, Gradisca grófja, osztrák államférfi.

## Élete
Gazdag, hercegi családban született, édesapja Hans Ulrich von Eggenberg und von Krumau, édesanyja Maria Sidonia von Thannhausen. A család ötödik gyermeke volt. Birodalmi tanácsossá nevezték ki, s mint ilyen diplomáciai útra ment a Vatikánba, hogy tájékoztassa VIII. Orbán pápát III. Ferdinánd német-római császárrá választásáról. Ehhez az utazáshoz Giuseppe Fiochinio római mestertől egy arany hintót rendelt. Eggenberg arany hintaja a mai napig megtekinthető a csehországi Český Krumlovban található Eggenberg-kastélyban. A herceg igazából soha nem tartózkodott huzamosabb ideig csehországi birtokain, ideje nagy részét Svájcban töltötte a politikával. Két felnőttkort megélő fia után az Eggenberg család két ágra szakadt, mégpedig a csehországi és a stájerországi ágra.

## Családja
1639. október 19-én, Regensburgban feleségül vette Anna Maria von Brandenburg-Bayreuth őrgrófnőt, aki négy gyermeket szült neki:
- Maria Elisabeth (1640-1715) férje: Ferdinand Joseph von Dietrichstein
- Johann Christian (1641-1710) felesége: Maria Ernestina zu Schwarzenberg hercegnő
- Maria Franziska (1643)
- Johann Seyfried (1644-1713)